# Qualicum

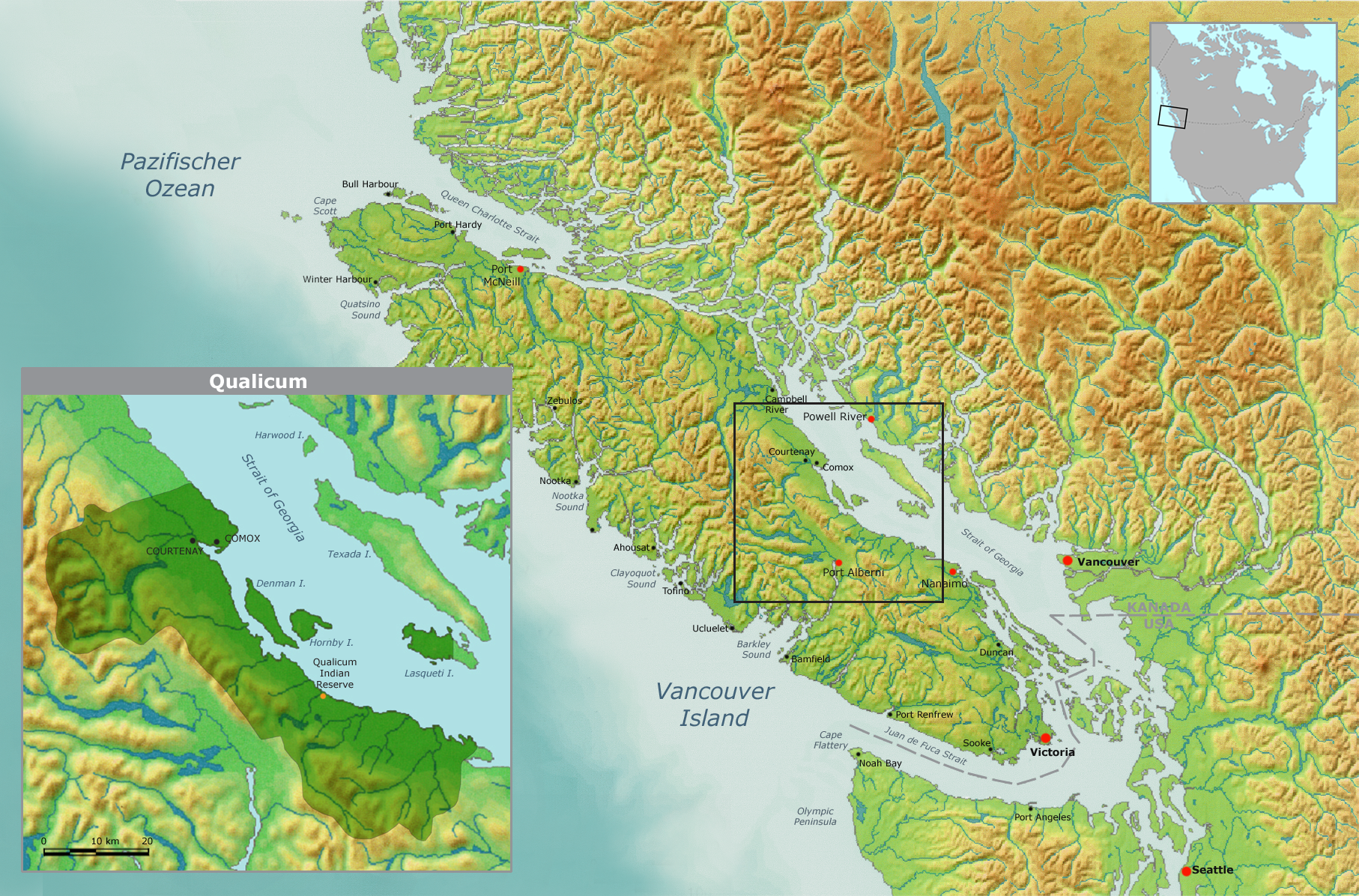
Traditionelles Territorium der Qualicum und heutiges Reservat (orange)

Die Qualicum (oder Qualicum First Nation) sind eine der kanadischen First Nations in der Provinz British Columbia. Sie lebten an der Ostküste von Vancouver Island, an der Strait of Georgia im Umkreis des heutigen Qualicum Beach, etwa 150 km nördlich des heutigen Victoria. Ihre Sprache, ein Dialekt des Zentral-Salish, ist ausgestorben. Der Legende nach bedeutet der Name „Wo der Ketalachs schwimmt“. 107 Menschen waren im August 2008 als Stammesangehörige anerkannt.
Die Qualicum First Nation ist gegenwärtig nicht am Verfahren der British Columbia Treaty Commission (BCTC – Vertrags-Kommission von British Columbia) beteiligt.

## Geschichte
Ursprünglich lebten die Qualicum in den Siedlungen Hwahwatl, Puntlatsh und Saamen. Ihre Zahl wird für das 18. Jahrhundert auf etwa 300 geschätzt.
Spanische Entdecker ließen außer den Namen wie Lasqueti und Texada Island wenig zurück. Andere Namen, wie French Creek, 8 km südlich vom heutigen Ort Qualicum, verloren ihren Namen (Punta de Leonardo) wieder. 
Adam Grant Horne erhielt 1856 von der Hudson’s Bay Company den Auftrag, einen Weg zur Westküste bis zum Barkley Sound zu suchen. Dieser Horne Lake Trail wurde eine wichtige Verbindung nach Alberni. Während seiner Explorationsreise wurde Horne Zeuge eines Massakers einer Haida-Flotte an den Qualicum an der Mündung des Qualicum River.
Gegen 1890 arbeiteten einige Qualicum in den Kohleminen, vor allem um Nanaimo.
Parksville wurde 1886 an das Straßennetz angeschlossen und der Ort Qualicum im Jahr 1894; an das Eisenbahnnetz erfolgten die Anschlüsse 1910 und 1914.
Als die McKenna-McBride-Kommission ab 1913 die Reservate British Columbias aufsuchte, schlug sie vor, dass das Reservat des „Qualicum Tribe“, „Qualicum, 197.00 acres“ bestehen bleiben sollte. Rechtskraft erhielten die Vorschläge der Kommission jedoch erst 1923.

## Reservat
Die Qualicum First Nation hat ein 77 ha großes Reservat, das Qualicum Indian Reserve, an der Mündung des Qualicum River an der Ostseite von Vancouver Island. Es wurde ihnen 1876 von der Joint Reserve Commission zugewiesen. Dort lebten im August 2008 54 Qualicum, eine Frau lebte in einem anderen Reservat, 48 wohnten außerhalb des Reservats. Insgesamt waren 106 Menschen als Qualicum registriert. Häuptling ist Patricia Cassidy. 
Im Reservat findet man auch die „Große Qualicum Fischverarbeitungsanlage“, ein erfolgreiches Wirtschafts-Unternehmen. Die Gemeinde betreibt außerdem einen Frischfisch-Verkauf, ein Kunst- und Handwerksgeschäft und eine Gemeindehalle mit Büros und Tagesstätte. Ein Campingplatz für Kurz- und Langzeitvermietung liegt am Strand.
Die Gemeinde der Qualicum First Nation liegt auf einer Viertel-Section (1 Section = 2,5899 km²) Land im Gebiet der Qualicum Bay, durch das der Big Qualicum River fließt. Der Qualicum River war schon immer bei den Ketalachsen sehr beliebt, die in jeder Saison zu ihren Laichplätzen zurückkehrten. Die Indianer der Umgebung versammelten sich traditionell hier, um diese Lachse zu fangen und zu räuchern.

## Belege
1. ↑  Ein Foto von Adam Grant Horne findet sich im BC Archive: Archivierte Kopie (Memento vom 1. August 2012 im Webarchiv archive.today).
2. ↑  Nach den Angaben des Department of Indian Affairs and Northern Development, First Nation Profiles: Qualicum First Nation - Connectivity Profile.
3. ↑  Dort befindet sich heute ein Qualicum First Nation Campsite Campingplatz (Memento vom 10. Dezember 2007 im Internet Archive)